# Ciudadanos (Georgia)
Ciudadanos (en georgiano: მოქალაქეები, romanizado: mokalakeebi) es un partido político en Georgia fundado por el concejal Aleko Elisashvili. El lanzamiento del partido tuvo lugar el 4 de agosto de 2020.

## Ideología
El partido se autodefine como centrista y europeista. Económicamente, el partido se acerca más a posturas típicas del centroderecha, mientras que temas sociales es más cercano al centroizquierda. 

## Historia
Tras la invasión rusa de Ucrania, Elisashvili se ofreció como voluntario para la Legión Internacional de Defensa Territorial de Ucrania.
El 7 de marzo de 2023, el diputado de Ciudadanos Leván Ioseliani fue elegido como fiscal general por el Parlamento de Georgia.En el marco de las protestas en Georgia de 2023 contra la ley de agentes extranjeros, Aleko Elisashvili golpeó al líder parlamentario del Sueño Georgiano durante el debate parlamentario de la norma, recibiendo posteriormente una paliza por parte de diputados gubernamentales. La presidenta del país Salomé Zurabishvili promovió la Carta de Georgia, un plan para la próxima legislatura en con el objetivo de satisfacer las demandas de los manifestantes y acercar al país a la Unión Europea; Ciudadanos, junto con otros partidos de la oposición al gobierno de Sueño Georgiano se adhirieron al estatuto el 4 de junio de 2024.
Tras unas largas negociaciones, Aleko Elisashvili y Ciudadanos se unieron a la coalición Georgia Fuerte (Lelo, Para la Gente, Plaza Pública) el 13 de agosto para las elecciones parlamentarias de 2024.

## Resultados electorales

### Elecciones parlamentarias
En las elecciones parlamentarias de 2020, el partido obtuvo 25.508 (1,33%) votos y logró ingresar al parlamento. Aleko Elisashvili y Leván Ioseliani fueron elegidos miembros del Parlamento por la lista del partido. En la segunda ronda, el partido boicoteó las elecciones como el resto de la oposición al Sueño Georgiano.
| Elección | Votos  | %    | Representantes | +/–         | Posición | Coalición |
| -------- | ------ | ---- | -------------- | ----------- | -------- | --------- |
| 2020     | 25.508 | 1,33 | 2/150          | Sin cambios | 8º       |           |

### Elecciones locales
El partido se presentó en pocos municipios, obteniendo su mejor resultado en Lenteji.
| Election | Votes  | %    | Seats  | +/–   |
| -------- | ------ | ---- | ------ | ----- |
| 2021     | 14.652 | 0,83 | 1/2068 | Nuevo |